# Komórka parzydełkowa

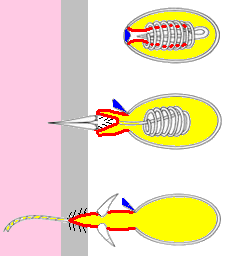
Schemat działania komórki parzydełkowej typu nematocysty:
operculum
kapsułka
/ / / mikrokosmki
ciecz paraliżująca
skóra ofiary
tkanka ofiary

Komórka parzydełkowa, knidocyt – wyspecjalizowana komórka charakterystyczna dla zwierząt z typu parzydełkowców (Cnidaria) zawierająca organ zaczepno-obronny zwany parzydełkiem, knidocystą, knidą lub parzawką. Służy do zdobywania pokarmu i do obrony. Poza Cnidaria, knidocyty spotykane są u ślimaków nagoskrzelnych (Nudibranchia), które przejmują parzydełka od zjadanych meduz.
Knidocyty powstają z knidoblastów położonych w specjalnych strefach ektodermy lub, rzadziej, gastrodermy. Po zróżnicowaniu knidoblasty przesuwają się poprzez macierz do naskórka, gdzie przekształcają się we w pełni wykształcone komórki parzydełkowe. Wewnątrz takiej komórki powstaje struktura w kształcie wypełniającego prawie całą komórkę kulistego lub owalnego pęcherzyka (kapsułki) o dwuwarstwowej, elastycznej ścianie. Cytoplazma i jądro komórki parzydełkowej zostaje zepchnięte ku jej krawędzi. Kapsułka jest zwykle zwężona w jednym z biegunów i zaopatrzona w wieczko (operculum), a w parzydełkach typu nematocysty, również w knidocyl – wić przekształconą w ostro zakończony, zwykle lekko wystający wyrostek czuciowy złożony z trzonu (knidocilium) otoczonego mikrokosmkami.
Wewnątrz pęcherzyka znajduje się długa, zwinięta nić lub przewód, który przy mechanicznym lub chemicznym podrażnieniu knidocylu zostaje wyrzucony z dużą siłą i prędkością około 3 m/s, wbija się lub oplątuje wokół ciała napastnika albo potencjalnej ofiary. Mechanizm wystrzelenia nici wykorzystuje ciśnienie osmotyczne, którego nagły wzrost pod wpływem bodźca podrażniającego zachodzi w wyniku uwolnienia do cytoplazmy dużej liczby jonów wapnia. U większości parzydełkowców wyrzut nici powoduje zniszczenie komórki parzydełkowej.
Ze względu na budowę i zasadę działania badacze wyróżniają od 60 do 100 rodzajów parzydełek. Najważniejsze z nich to:
- nematocysty – są zaopatrzone w knidocyl, ich nić zostaje odrzucona po wystrzeleniu; komórka parzydełkowa zawierająca nematocystę to nematocyt,
  - stomoknidy – nić jest drożna,
    - penetranty (heteronemy) – nić pogrubiona u podstawy, uzbrojona w kolce, zwykle obezwładniają chemicznie, przy wyrzucie uwalniana jest substancja o właściwościach parzących lub paraliżujących (neurotoksyny), nić może przebić pancerz skorupiaka lub skórę kręgowca, w przypadku niektórych stułbiowców jest niebezpieczna dla człowieka,
      - ropalonemy (stenotele, semiofory i eurytele),
      - rabdoidy (mastigofory i amastigofory),
      - biropaloidy;

    - glutynanty (haplonemy) – nić gładka, tępo zakończona, na ogół pokryta lepką substancją,
      - izoryzy,
      - anizoryzy;

  - astomoknidy – nić niedrożna, gruba i lepka, nici plączą ofiarę, obezwładniają mechanicznie,
    - wolwenty (desmonemy, spirotele, aspirotele i ptychonemy) – nić krótsza niż u glutynantów; oplata ofiarę bądź przeciwnika;
- spirocysty – brak knidocylu, pęcherzyk wzmocniony od wewnątrz, skręcona spiralnie nić po wystrzeleniu wraca do pierwotnej pozycji,

Komórki parzydełkowe nie są rozłożone równomiernie. Najliczniej występują dookoła otworu gębowego i na ramionach.